# Brochothrix thermosphacta
Brochothrix thermosphacta è una specie di batterio appartenente alla famiglia delle Listeriaceae. È un contaminante nella lavorazione della carne,  maggiormente presente sulle carni di suino e agnello che su carne bovina e può essere favorita dal grasso, che ha pH più alto. Infatti temperature sopra i 5 °C e pH sopra 6,5 favoriscono Br. thermosphacta, probabilmente insieme ad altri fattori favorevoli.